# Лесковачка трговачка банка
Лесковачка трговачка банка основана 1903. године била је друга по величини капитала међу лесковачким банкама с почетка 20. века.

## Опште информације
Настала је са циљем да послује на бази капитала у сребру и да превазиђе основну мањкавост Удеоничарске штедионице, до тада јединог новчаног завода у Лесковцу са капиталом у злату, што је успоравало трговачке послове. Овај новчани завод је вршио само банкарске послове, а нарочито есконт меница. Пословање Трговачке банке било је све време у знаку доминције породице Косте Илића која је имала контролни пакет акција и преко Сотира К. Илића држала позицију председника Управног одбора.
Главни покретачи оснивања Лесковачке трговачке банке били су сувласници најстарије текстилне фабрике у Лесковцу: Сотир К. Илић и Глигорије Горча Петровић. Осим њих двојице као оснивачи се помињу : 
- Тодор Наумовић, судија,
- Михајло Бабамилкић, кафеџија,
- Димитрије Спирић, трговац,
- Василије Миленковић, трговац,
- Михајло Буринчић, трговац,
- Јован Цекић, опанчар-бакалин,
- Трајко Младеновић, трговац и
- Милан К. Илић, такође из породице Косте Илића-Мумџије.

Предложен је оснивачки капитал у износу од 200 000 динара у сребру.
Глигорије Петровић који је 1928. године постао једини власник "старе штофаре" откупио је велики број акција Лесковачке централне банке и радио са њеним директором Василијем Миленковићем на спајању Централне и Трговачке банке у Текстилну банку што се није десило због Петровићеве смрти.
Сергије Димитријевић је оквалификовао ову банку као највећег сакупљача туђег капитала у облику улога на штедњу и као "другог највећег зеленаша" у Лесковцу после Централне банке. Године 1927. ова банка имала је 11,2 милиона неконтираних меница.